# Flodadräkten (Dalarna)

För en kvinnlig folkdräkt i Södermanland, se Flodadräkten (Södermanland).  

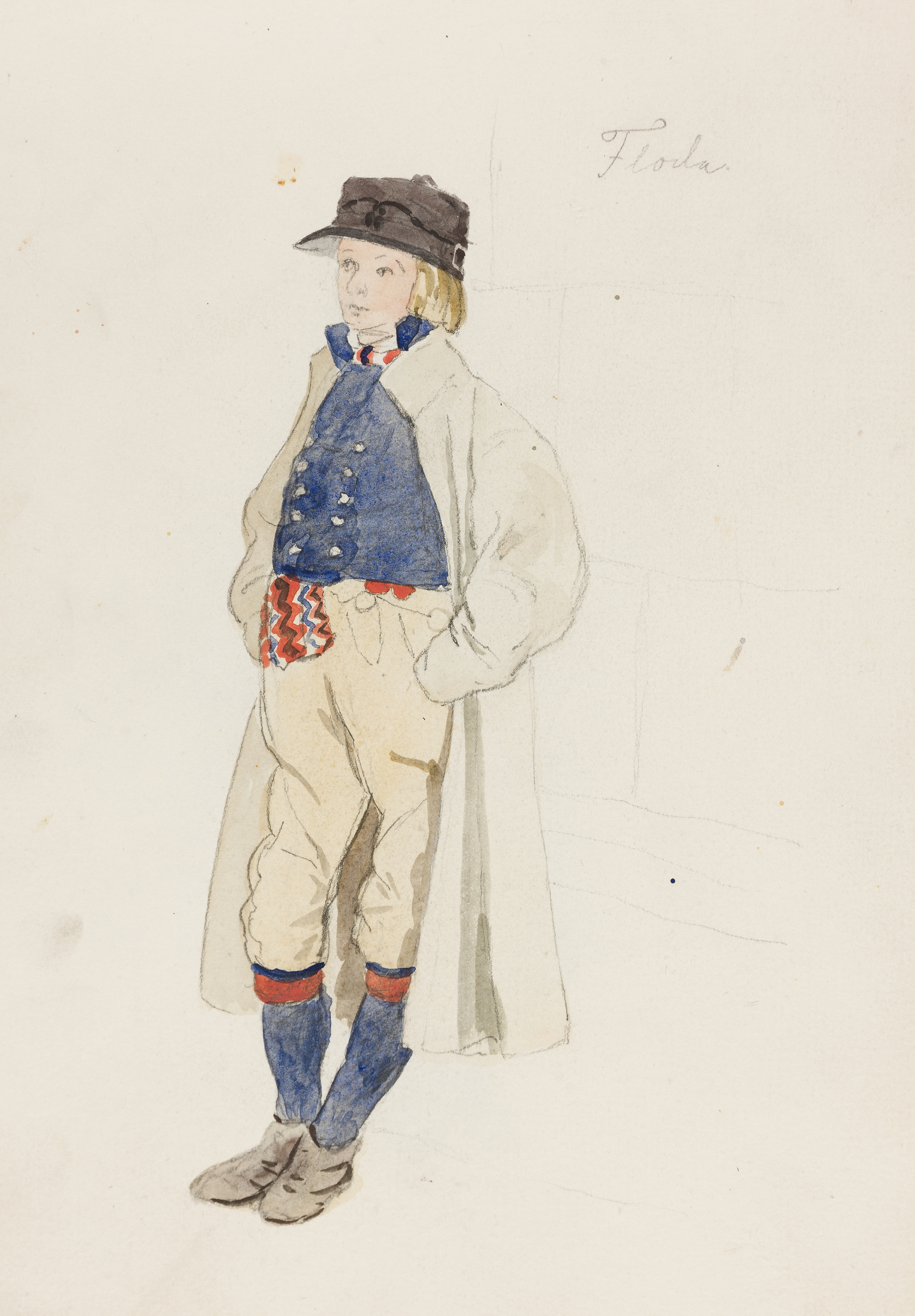
Akvarell. Man från Floda från Floda i Dalarna. Ur Skissbok av A. J.G. Virgin - Nordiska museet - NMA.0063825

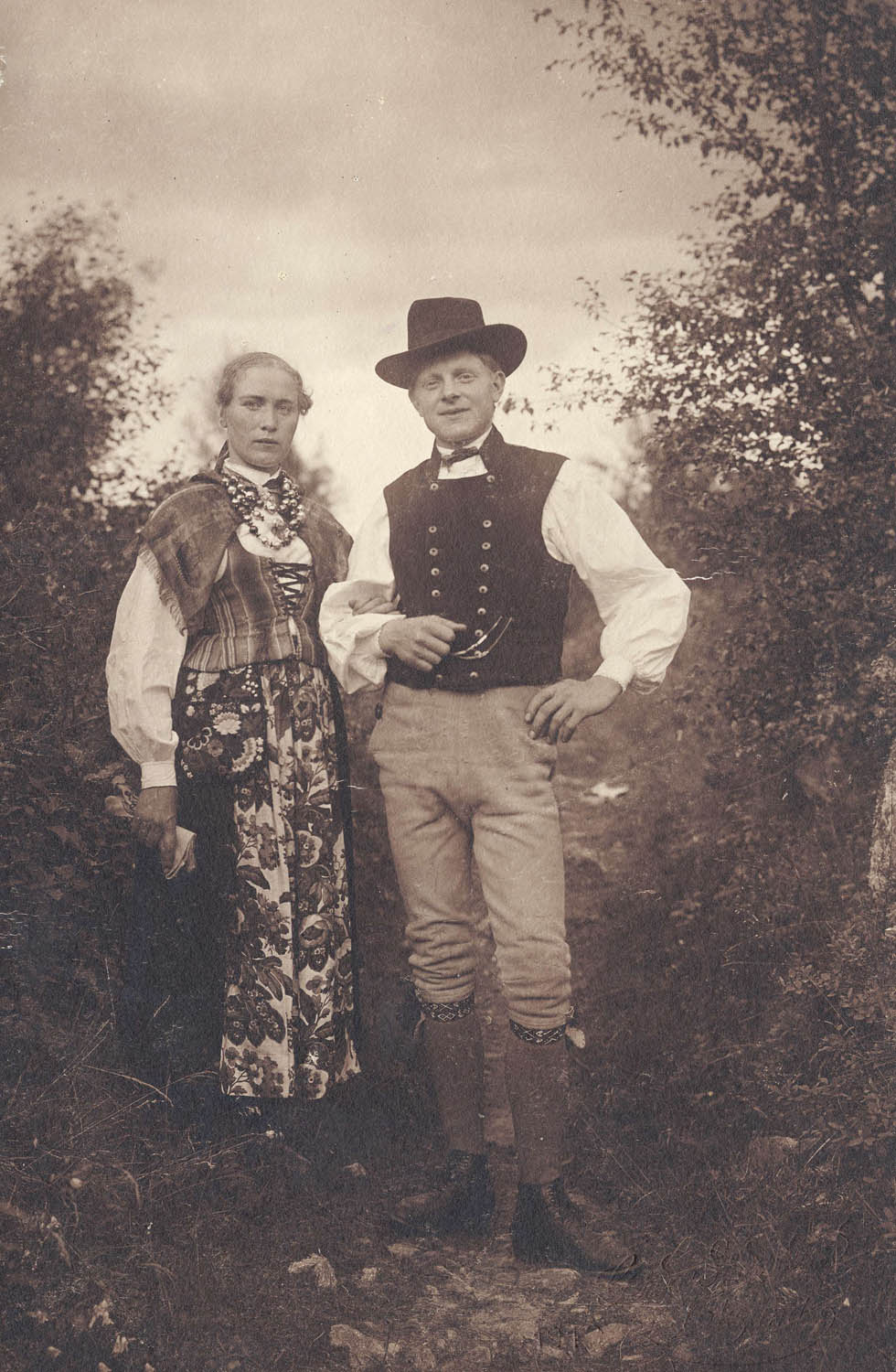
Bröllop. Brudpar iklädda Flodadräkt, Floda socken, Dalarna - Nordiska Museet - NMA.0043079

Flodadräkten är en folkdräkt (eller bygdedräkt) från Floda socken i Dalarna. Den kvinnliga Flodadräkten finns i hela sjutton varianter men det är endast sju som förekommer idag.
Flodadräkter från olika tidsperioder har beskrivits av många resenärer och konstnärer. Dräkterna har aldrig varit bortlagda. Under 1800-talets senare hälft var Floda kvinnodräkt den rikast varierade av alla dräkter i Dalarna. Flodadräkten är unik så till vida att den utvecklade nya plagg med lokal särprägel så sent som på 1870-talet.

## Galleri

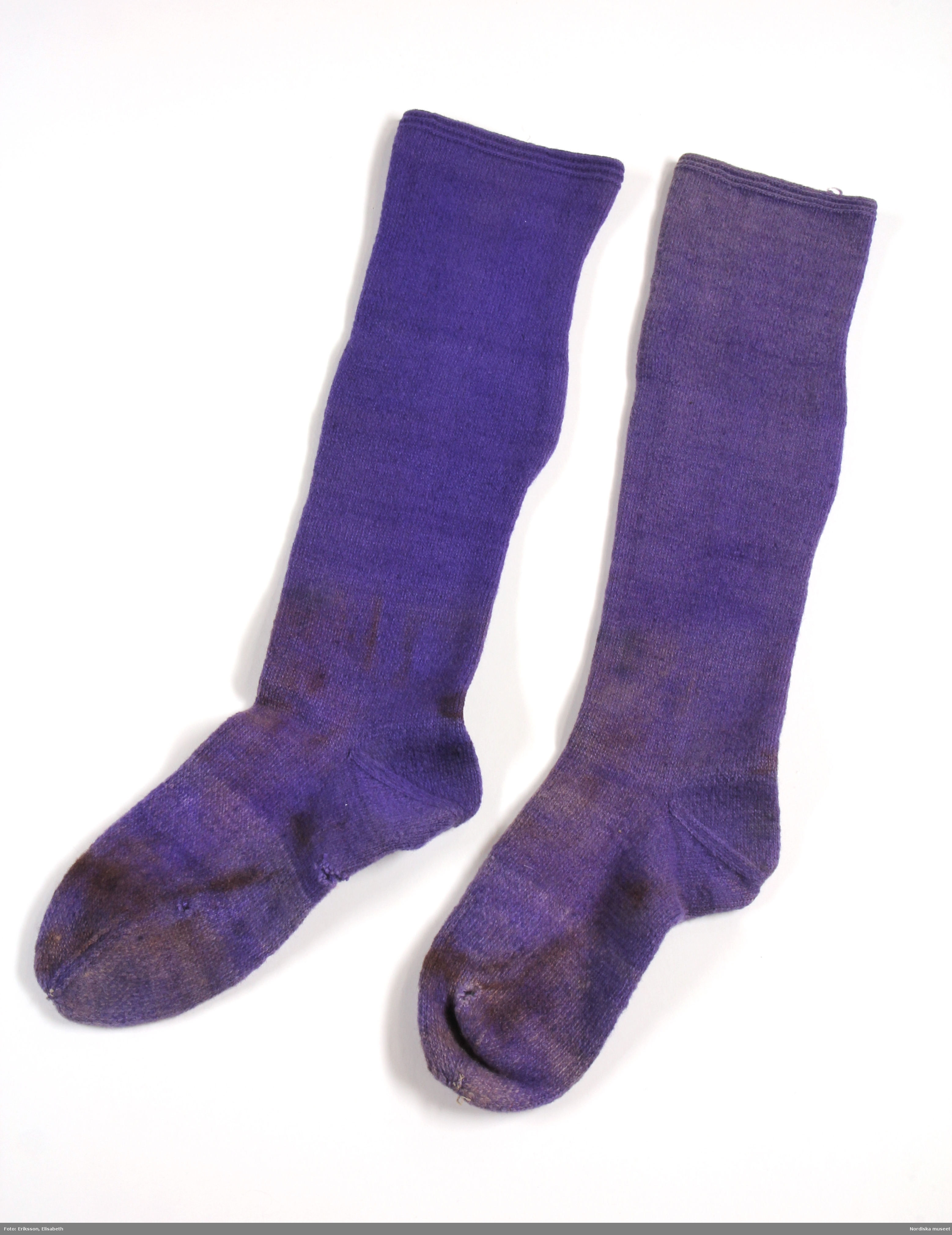
Lila strumpor till mansdräkt från Floda socken.
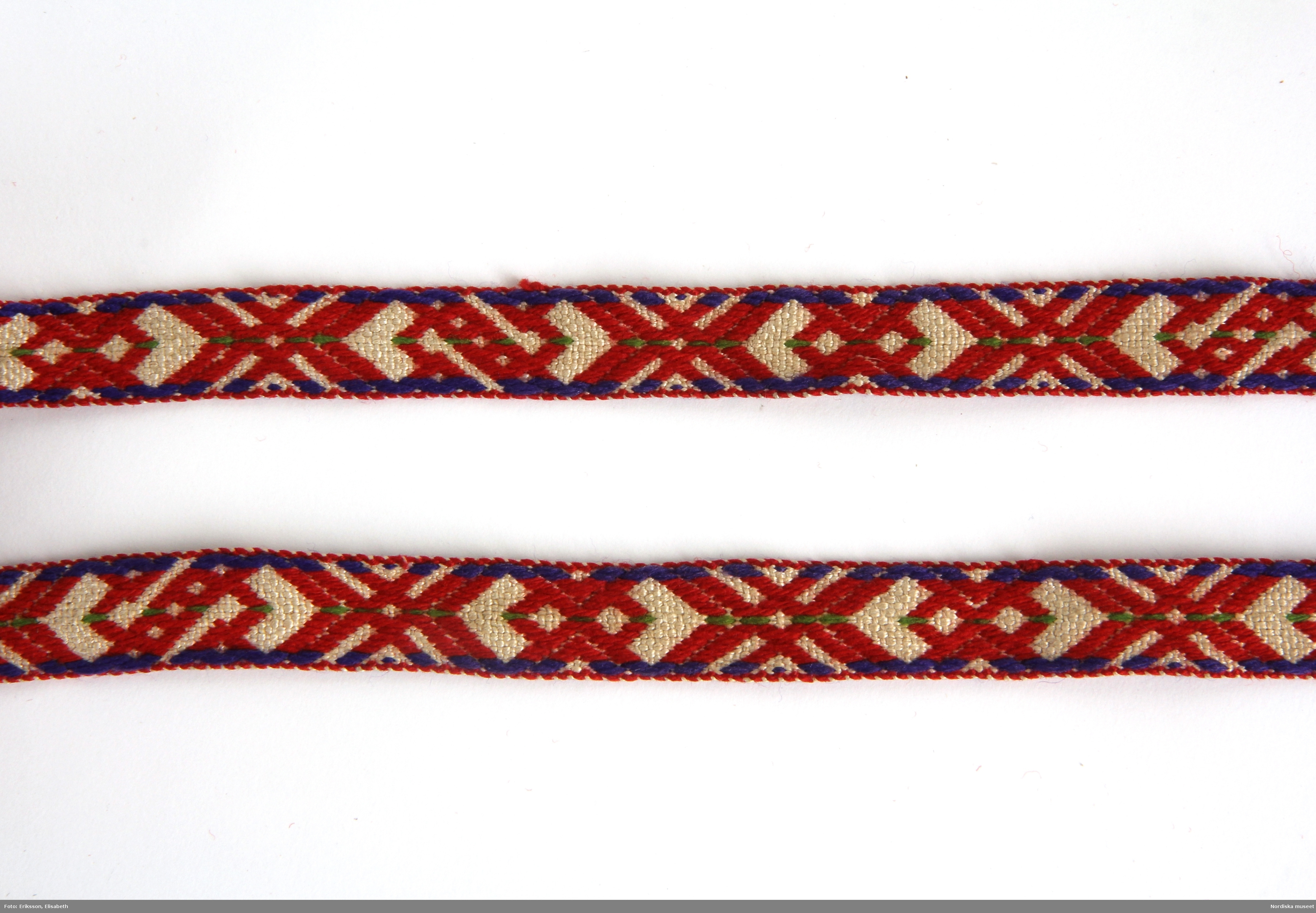
Strumpeband till mansdräkt från Floda socken.
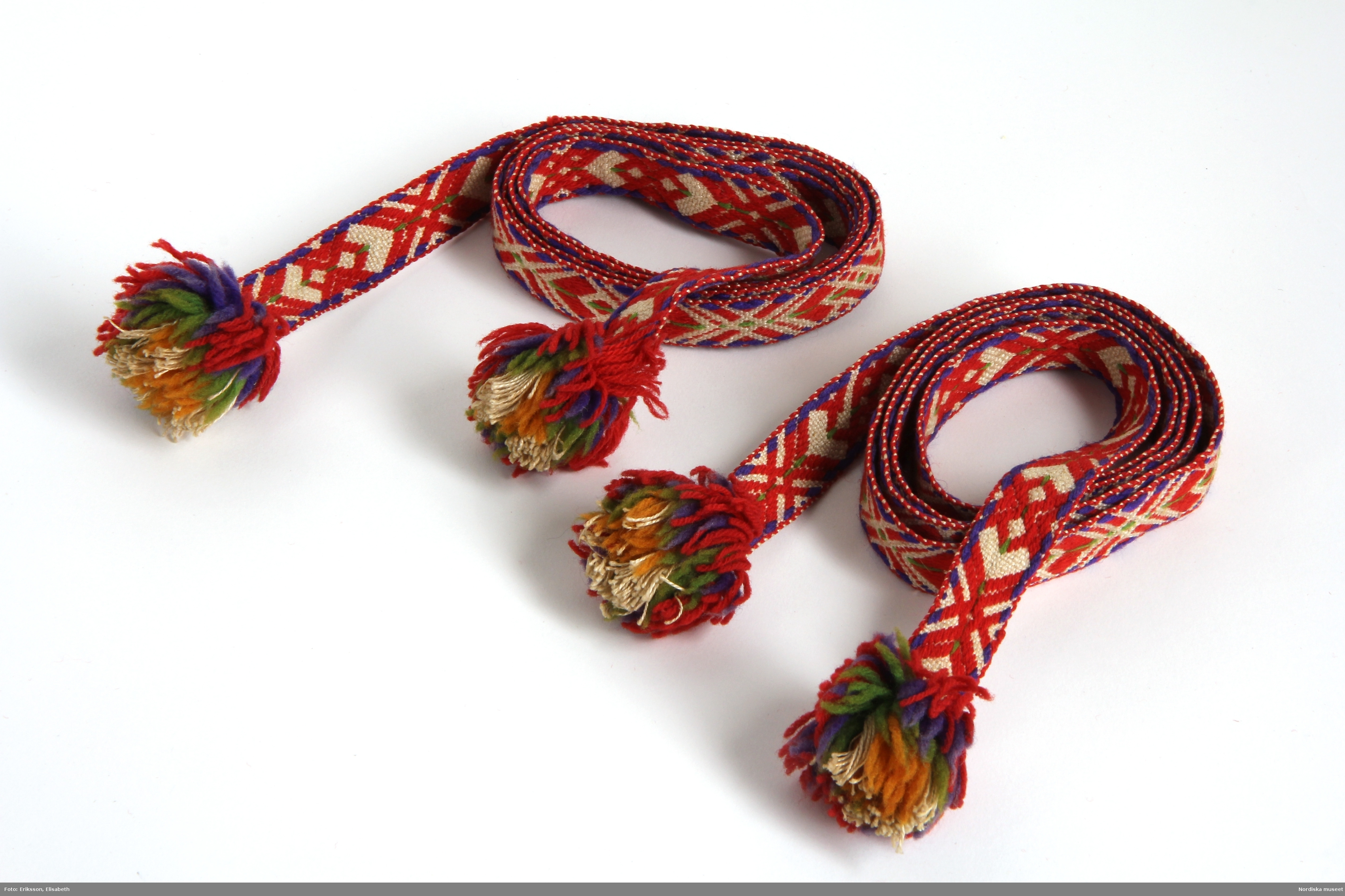
Strumpeband till mansdräkt från Floda socken, Dalarna.
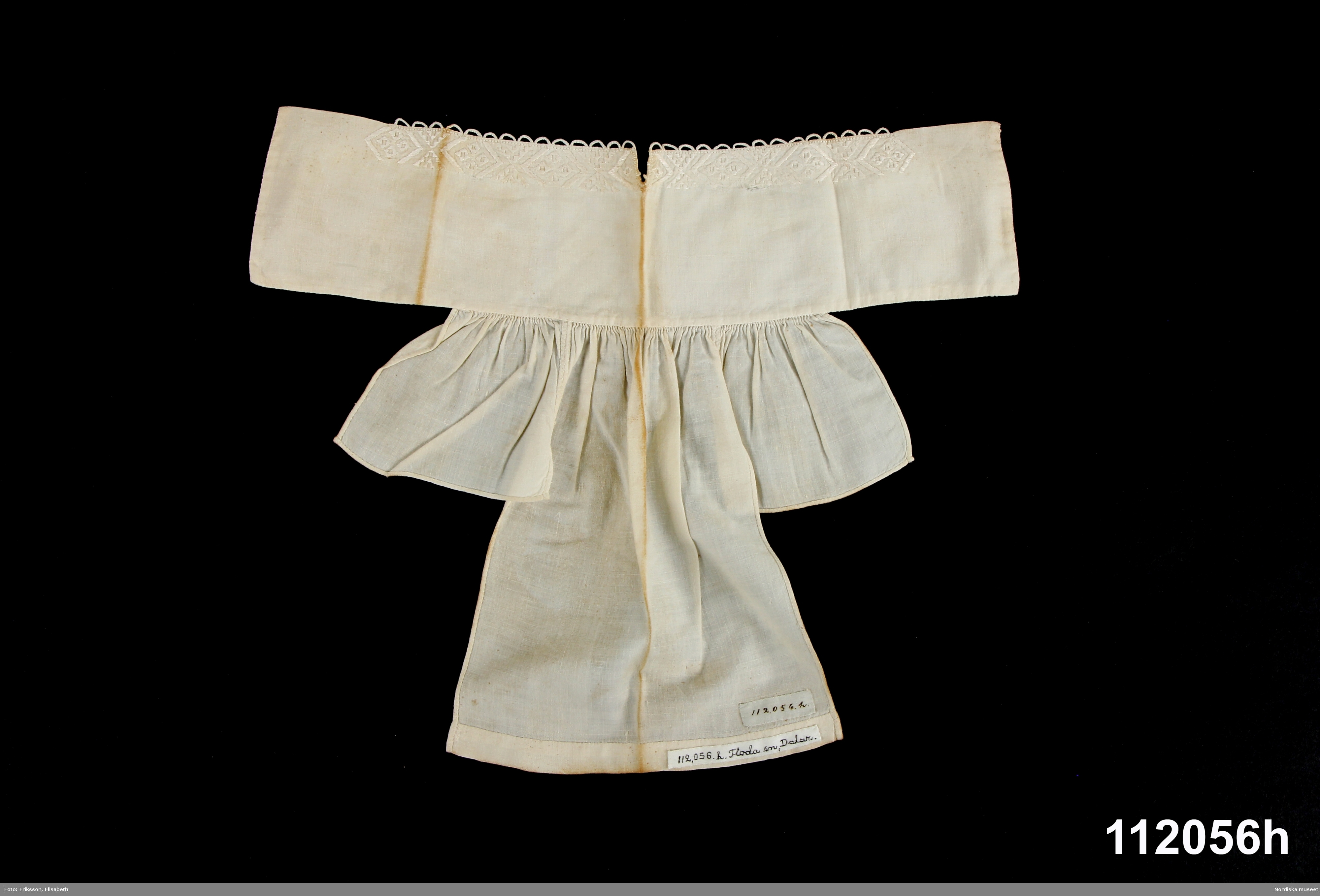
Nattkappa till mansdräkt från Floda socken, Dalarna.
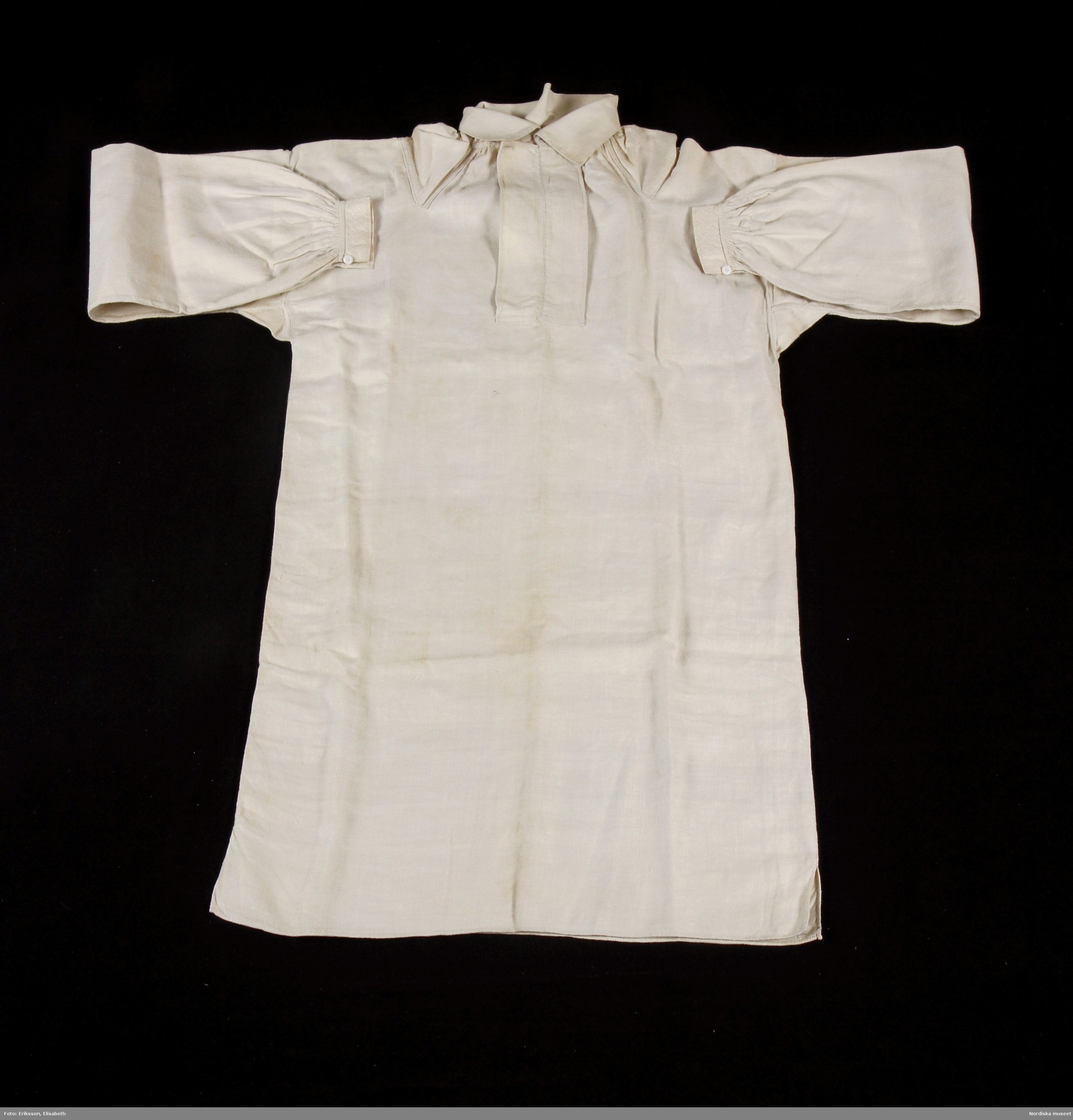
Skjorta till mansdräkt från Floda sn, Dalarna.
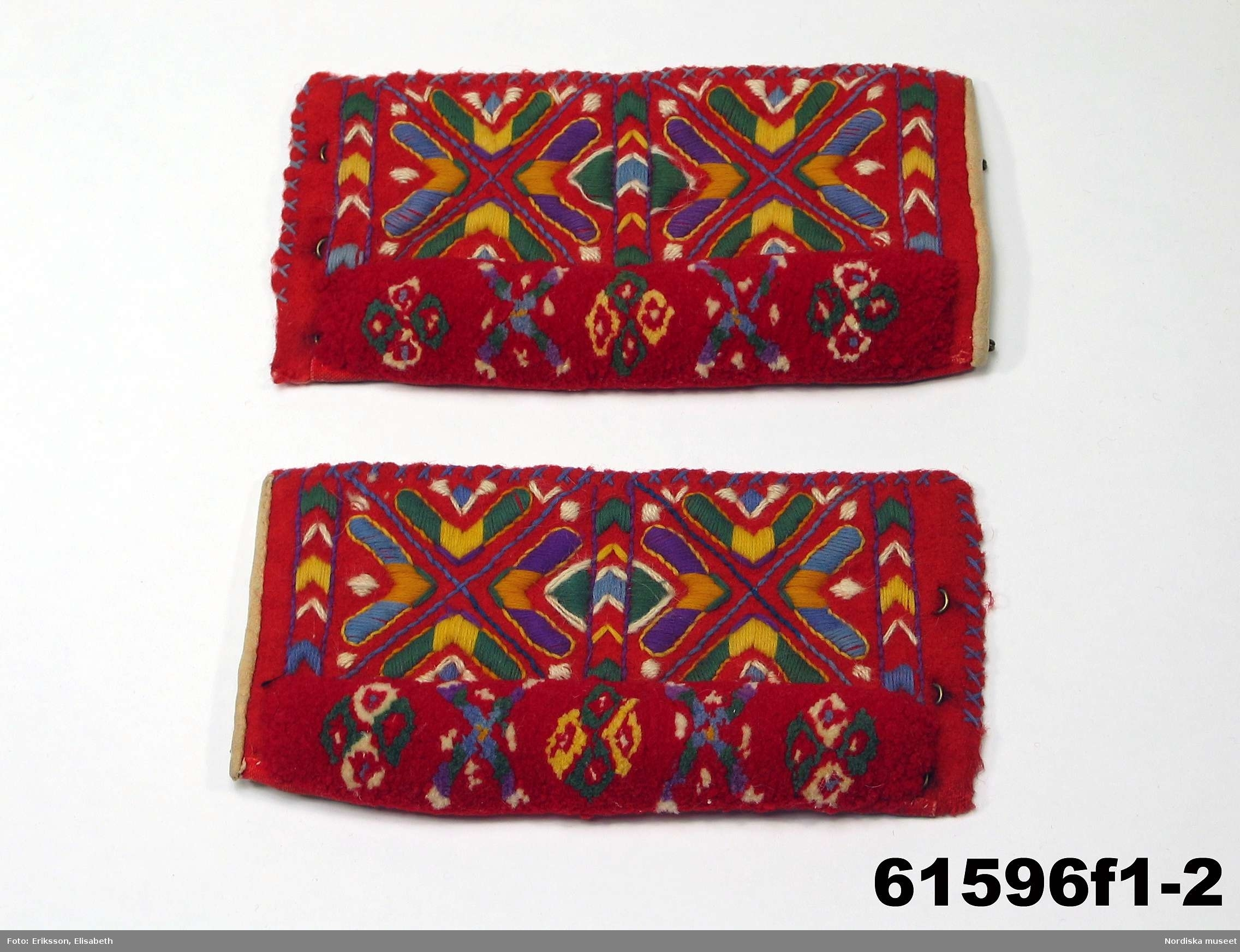
Muddar till Floda mansdräkt